# Erich Klahn
Erich Klahn (* 16. Mai 1901 in Oldenburg; † 14. Oktober 1978 in Celle) war ein deutscher bildender Künstler. Er ist vor allem regional für die in norddeutschen Kirchen und Dienstgebäuden vorzufindenden Triptychen und gestickten Bildteppiche bekannt. Viele seiner Werke haben einen deutlichen politischen Bezug, nach dem Klahn bis 1945 dem völkisch-nationalsozialistischen Milieu zuzuordnen war.

## Leben

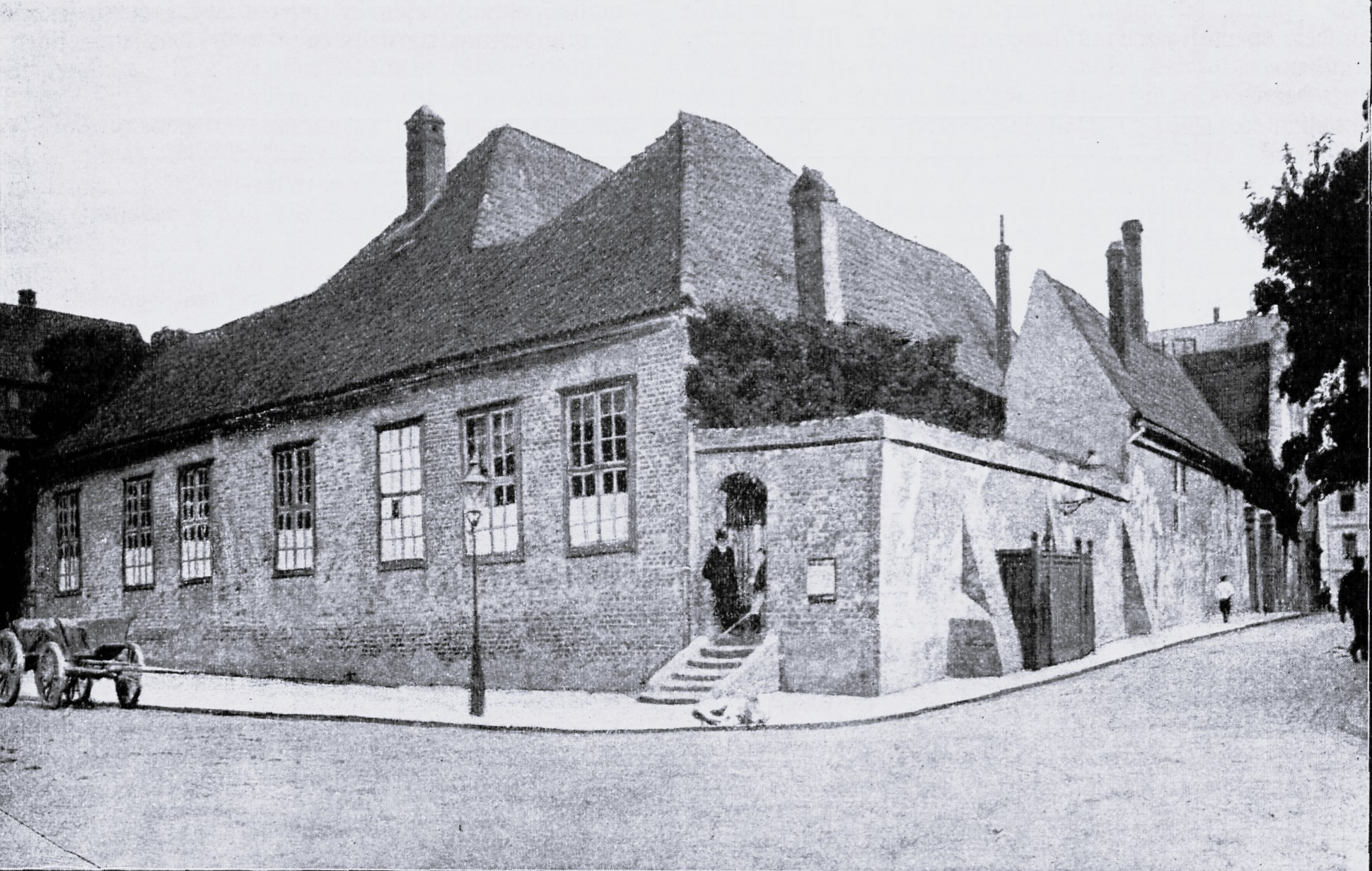
Lütgendorff-Leinburgs Malschule im Hause Pferdemarkt/Ecke Kapitelstraße (1907)

Erich Klahn wurde 1901 in Oldenburg als neuntes Kind des Versicherungskaufmanns Ernst Klahn (aus Darry bei Lütjenburg) und seiner Frau Emma (geborene Kruse, aus Segeberg) geboren. Seit 1902 lebte die Familie in Lübeck. Klahn besuchte das Gymnasium Johanneum zu Lübeck bis zur 10. Klasse (Untersekunda) und erhielt die „Obersekundareife“. Nach dem Schulabgang ging er von 1916 bis 1919 in die private Kunstschule von Willibald Leo von Lütgendorff-Leinburg. 1917 begann er zusätzlich eine Glasmaler-Lehre in der Werkstatt von Carl Berkentien, ebenfalls in Lübeck; es ist nicht bekannt, ob er sie abschloss. Während dieser Zeit entstand das Lutherfenster in der Kirche von Klein Wesenberg. Von 1920 bis 1921 folgte ein Studium an der Akademie der bildenden Künste in München bei Hermann Groeber und Hugo von Habermann. Dafür gab ihm die Lübecker Freimaurerloge Zum Füllhorn, in der sein Vater Mitglied war, ein Stipendium.

### Weimarer Republik
Klahn wurde von Wilhelm Mildenstein konfirmiert; nach dem Krieg erhielt er auf dessen Initiative hin, der von der Insel Fehmarn stammte und Klahns dortiges buntes Fenster in der Kirche kannte, den Auftrag zur Erschaffung des Ehrenmals für die im Krieg gefallenen Mitglieder der Gemeinde. 1931 erhielt Klahn ebenfalls von ihm den Auftrag für die Umgestaltung des Altarraums.
Früh artikulierte sich bei Klahn neben dem künstlerischen ein politisches Interesse; dieses ist seit seiner Studienzeit belegt. Die parteipolitische Präferenz lag bei der gerade gegründeten NSDAP, der er spätestens 1921 angehörte. Seine Mitgliedsnummer lag (nach seiner Erinnerung) „um die 2.000“. Im Frühjahr 1921 überlegte er, dem Freikorps Oberland beizutreten. Umgesetzt wurde diese Absicht nicht, stattdessen besuchte er den auch aus Lübeck stammenden Bildhauer Fritz Behn, der sich ebenfalls dem rechtsextremen Spektrum angeschlossen hatte.
Eines von Klahns ersten öffentlichen Werken wurde 1922 von der – 1914 gegründeten – Lübecker protestantischen Luthergemeinde in Auftrag gegeben. Es war ein dreigliedriges „Kriegsfenster“ im Gemeindesaal, der vor dem Bau der Kirche 1937 auch als Gottesdienstraum genutzt wurde. Klahn wählte als zentrales Motiv eine Pietà sowie in den beiden äußeren Fenstern über den Namen von Gefallenen die Motive „Judaskuss“ (links) und die Szene der Passionsgeschichte, in der Soldaten um die Kleider Jesu würfeln. Er setzte, so sein Biograf Henning Repetzky, den Verrat am Gottessohn „mit einem Verrat am deutschen Volk und … an den deutschen Soldaten“ gleich, während die „um das Gewand würfelnden Kriegsknechte die um die Reste des Deutschen Reiches schachernden Feinde“ symbolisierten. Anders als die Niederlage sah der Künstler den vorausgegangenen Krieg, so seine Worte, als „eine große Sache“. Sein Werk beschrieb er in politischer Diktion als „‚deutsch-christlich‘ inspiriert“. 1924/1925 entwarf Klahn mit ähnlicher Themenstellung die Innengestaltung für eine „Kriegergedächtniskapelle“ in der Lübecker Marienkirche. Sie blieb wegen allzu deutlicher politischer Positionierung unrealisiert.
Zwischen 1924 und 1929 unternahm Klahn mehrere längere Studienreisen nach Italien, Spanien und Belgien. Seither beschäftigte er sich intensiv mit der Aquarellmalerei. Es entstanden zahlreiche Aquarellstudien, darunter eine Reihe von Architektur-Motiven. Dabei ließ er sich von Asmus Jessen anregen.
Zu Klahns Lübecker Freunden und Förderern gehörten seit den 1920er Jahren der Graphiker Asmus Jessen, der Publizist und Schriftsteller Franz Fromme und der Publizist und Pädagoge Paul Brockhaus, denen er lebenslang verbunden blieb. Die drei waren Sympathisanten und Mitträger der Niederdeutschen Bewegung, einem Segment der Völkischen Bewegung. Zu deren „eisernem Bestand“ an „niederdeutscher Ideologie“ gehörte bis mindestens zum Ende des Nationalsozialismus ihr „Rassismus“. Eine bedeutende Rolle in der Niederdeutschen Bewegung spielte die Fehrs-Gilde. Spätestens in den 1920er Jahren nahm sie rassistische Positionen bis hin zum „offenen Antisemitismus“ ein. Klahn schloss sich der Gilde an, für die er 1927 im Arbeits-Ausschuss den Gildetag mitvorbereitete.
In diesem volkstumspolitisch-ideologischen Rahmen fanden am 26. und 27. Februar 1927 in Lübeck „Niederdeutsch-Flämische Tage“ statt. Sie führten Klahn und Fromme mit dem deutsch-flämischen Autor Herbert Martens zusammen. Die „Plattdeutsche Volksgilde“ Frommes zeigte ein Martens-Stück, übersetzt und inszeniert von Klahn. Hauptfigur als „de Meister vun Flandern“ war der in völkischen Kreisen prominente flämische Nationalist August Borms. Martens war ein Aktivist auf dem rechten Flügel der vlaamse beweging. Er verherrlichte Borms als Symbol des Kampfes um ein nichtbelgisches „germanisches Flandern“. Klahn wiederum schätzte Martens als Kämpfer auf dem westlichen „germanischen Vorposten“ Flandern.
Damit war Klahn „unmittelbar … Akteur in einer Szenerie, die mit bildender Kunst nichts, mit flämisch-niederdeutscher Ideologie aber alles zu tun“ hatte.
Als Künstler war Klahn bis zu diesem Zeitpunkt und noch darüber hinaus über den lokalen und regionalen Raum nicht hervorgetreten und noch ohne Rezeption geblieben. 1927 machte er ein Zeichenlehrer-Examen an der Hamburger Kunstschule, arbeitete aber nie als solcher. 1929 begann „bestärkt und unterstützt von Asmus Jessen“, eine Zusammenarbeit mit der Teppich-Werkstatt von Carlotta Brinckmann (Webmeisterin und Tochter von Justus Brinckmann) in Celle. Klahn lieferte mit einer Fülle von Motiven die Entwürfe und die Werkstatt stickte. Durch den Kontakt mit Brinckmann und ihrer Werkstatt wurde die Stadt Celle nach Lübeck zu einem zweiten wichtigen Bezugsort für ihn.
Zu den Lübecker Konkurrenten von Klahn gehörte seit den 1920er Jahren der auch international erfolgreiche ungarische Maler und Kunsthandwerker Ervin Bossányi, der 1934 vor der nationalsozialistischen Rassenpolitik nach Großbritannien flüchtete. Seine Kunst wurde als „entartet“ eingeordnet. Bossányi hatte u. a. zusammen mit Klahns Lehrer Berkentien Glasfenster etwa für die Kunstgewerbeschule gestaltet. Noch 1941 kam Klahn in einem Leserbrief auf seinen Konkurrenten zurück. Er monierte, dass seinerzeit der „in Lübeck sattsam bekannte Jude Bossanyi sich das Monopol für Glasmalerei errungen“ habe.
Mit Beginn der 1930er Jahre wandte Klahn sich vermehrt Themen der zeitgenössischen Politik zu. Als Ölbild entstand 1930 die Erschießung von Albert Leo Schlageter, einem Angehörigen der Gründergeneration der NSDAP wie Klahn selbst und Identifikationsfigur des Weimarer rechten Lagers. Das Bild befindet sich heute in Privatbesitz. Die Schlageter-Figur findet sich nach Meinung des von der Evangelischen Landeskirche beauftragten Kunsthistorikers Herbert Pötter in der Christus-Darstellung von Klahn am Thomas-Altar in Nordenham (Landkreis Wesermarsch) wieder, die ebenfalls 1930 entstand. In den Karfreitags-Altar im Kloster Mariensee bei Hannover arbeitete Klahn ein gerundetes Hakenkreuz und germanische Runen ein.
Ein erster öffentlicher Auftrag war 1930 ein „Hamburg-Teppich“, den der dortige Senat bei Carlotta Brinckmann in Auftrag gab und den Klahn entwarf. Er benannte den Teppich Versailles und bildete die Perspektive des nationalistischen Lagers auf den Young-Plan (Regelung der Zahlungsverpflichtung des Deutschen Reiches) – und dessen angebliche Folgen – ab, der im Jahr zuvor Gegenstand eines von DNVP, Stahlhelm und NSDAP betriebenen Volksentscheids gewesen war. Klahn sah sich gestalterisch im Besitz eines „Blancoauftrags“, mit dem er „zum begreiflich größten Entsetzen“ des [sozialliberalen] Hamburger Verantwortlichen Alexander Zinn agierte, wie er 1931 mitteilte. Der Teppich zeigte unter anderem ein als Hakenkreuz interpretierbares „Sonnenrad“ als Hoffnungszeichen deutscher Zukunft und eine Symbolik, die für eine „auspresserische“ jüdische „Goldene Internationale“ stehen konnte. Dem Bemühen der Werkstatt, mit Hilfe der Deutschen Volkspartei und der Deutschen Demokratischen Partei „eine prominente Stelle für das Werk“ zu finden, verweigerten sich die Hamburger Senatsparteien. Der Teppich, der vom Senat übernommen werden musste, wurde in dessen Räumen nie aufgehängt, verschwand anschließend in einem Museumsdepot und wurde für Jahrzehnte „unauffindbar“. Ebenfalls 1930 entstand der „Adler-Teppich“, eine Bestellung „aus Kreisen der Nationalsozialisten“, an dessen Erwerb Hermann Göring interessiert war. Die Bildinhalte sind nicht bekannt.
Anfang der 1930er Jahre entstand nach vorausgegangenen Skizzen der 1920er Jahre als großer Bildteppich ein „Totentanz“ in zeitgenössischem Kontext. Die Bilddetails verwiesen auf die Lesart des rechten Lagers, deutscher Soldatentod und Weltkriegsniederlage seien eine Folge jüdisch-bolschewistischer Aktivitäten („Dolchstoßlegende“) gewesen.
1932 wandte Klahn sich nach seinen Lübeck-Beiträgen erneut einem religiösen Thema zu, der Darstellung der Weltreligionen für die Innengestaltung der Kapelle der antisemitischen Ludendorff-Bewegung der Mathilde Ludendorff (dem Vorläufer des heutigen Bunds für Deutsche Gotterkenntnis) auf Gut Bothmer in Hetendorf in der Lüneburger Heide. Das Werk ist nicht erhalten.

### Nationalsozialismus
Nach dem Machtübergang an die Nationalsozialisten und ihre Bündnispartner entstand – in Öl – eine chronologische Folge lebensgroßer geschichtlicher Persönlichkeiten (Ignatius von Loyola, Friedrich der Große, Erich Ludendorff, Wladimir Iljitsch Lenin, Walther Rathenau, Benito Mussolini, Adolf Hitler). Dass Hitler ein Sträußchen blauer Blumen in der Hand hielt, verwies zurück auf die Schlussszene im „Meister von Flandern“, in der ein Strauß „blage Bloom“ für die Treue zur Sache und für „Erlösung“ aus Fremdherrschaft stand. Titel und Verwendung der Serie sind unbekannt. Waldemar Hartmann, Reichsstellenleiter des Arbeitsgebiets Kunstgeschichte im Amt Rosenberg, lobte die „sieben Dunkel- und Lichtgestalten der jüngeren Geschichte“ als Ausdruck visionären Glaubens „an den Aufstieg einer nordischen Zukunft aus dem Kampf der rassischen Gegensätze“. Nach 1945 betitelte Klahn die Bilder mit Erreger der Massenpsychose (1946) und Beweger der Massen (1975).
Ebenfalls 1933 entstanden die ersten Bildteppiche im Klosterstich. Klahn griff damit eine kaum mehr praktizierte mittelalterliche handwerkliche Technik auf.
Ab Mitte der 1930er Jahre setzte Klahn sich ein Jahrzehnt lang mit einer Bildteppich-Serie „eine besondere Aufgabe“. Sein „Teppichplan“ sei, erklärte er 1941, ein Teil seiner „Lebensaufgabe“. Das gemeinsame Thema der Teppiche waren jeweils bekannte Figuren der germanisch-frühmittelalterlichen Heldenmythologie (Barbarossa-, Melusine-, Lohengrin-, Wieland-, Siegfried-, Brünhild-, Parzival-Teppiche), wie sie dem vorherrschenden geschichtspolitischen Kanon entsprachen. Paul Brockhaus kommentierte zwischen 1942 und 1944, aus dem Klahnschen Stoffgebiet spreche das „neue innere Verhältnis, das wir zu der Glaubenswelt unserer Väter heute gewonnen haben.“
1935 begann Klahn mit Illustrationen zu de Costers Roman Die Legende und heldenhaften, fröhlichen und ruhmreichen Taten von Till Ulenspiegel und Lamme Goedzak in Flanderland und anderwärts. Dafür dürften nach Meinung seines Biografen Henning Repetzky neben dem eigenen Interesse auch Anregungen von Franz Fromme und Paul Brockhaus – wie Klahn der völkisch-flämischen Szene verbunden – eine Rolle gespielt haben. In mehreren Arbeitsphasen entstanden bis 1978, dem Todesjahr, 1.312 Aquarelle im Format A 5.
1937 erschien im völkischen Franz Westphal Verlag (in der Herausgeberschaft des nationalsozialistischen Publizisten im Reichspropagandaministerium Robert Paul Oszwald) zum 70. Geburtstag des flämischen Schriftstellers und Aktivisten Raf Verhulst, eines „glühenden Bewunderer[s] Hitlers“, die Anthologie Deutsch-Niederländische Symphonie. Die Beiträger waren durchweg nationalsozialistische Publizisten oder NS-konforme flämische Aktivisten. Klahn trug dazu mit einer Reihe von Blättern aus dem entstehenden Bildwerk zu de Costers bei.

Oszwald bemerkte dazu – auch mit Blick auf Klahn –: „Künstler fühlten unmittelbarer als andere die Regungen des Blutes und die Kräfte des Bodens in sich wirken.“
Seit 1938, vor allem aber 1940 und 1941 wurden weitere Blätter sowie Rezensionen der Ulenspiegel-Serie publiziert. Erscheinungsorte waren vor allem originär nationalsozialistische oder konsequent NS-konforme Publikationen (Völkischer Beobachter, Nationalsozialistische Monatshefte, lübeckisches Jahrbuch Der Wagen, Hamburger Fremdenblatt), die Autoren durchweg Parteigenossen. Klahns Beiträge wurden ausnahmslos sowohl ästhetisch als auch politisch gelobt. Den zeithistorischen Hintergrund dafür bildet die deutsche Okkupation Belgiens und der Niederlande ab 1940.
In diesem Jahr erschien in der Berliner Zeitschrift Deutsche Arbeit (Verlag Grenze und Ausland) ein Artikel des Kunsthistorikers Martin Konrad über Klahns „Ulenspiegel-Deutung“. Nach Konrad handelte es sich bei den Aquarellen um ein „Riesenwerk“. „Gerade heute“ seien erstens dessen „volkstumspolitische Bedeutung“ und zweitens die „hohen künstlerischen Qualitäten“ wichtig. Dass Klahns Eulenspiegel ein Niederdeutscher und zugleich Flame sei, habe dadurch, dass (1914–1918 und 1940) „unsere Truppen auf flandrischem Boden kämpften, seinen tiefen und letzten Sinn erhalten“. Konrad war Parteigenosse und im Jahr darauf beauftragt, den Altar Jan von Eycks im flämischen Gent für RM 1.500 aus der Kasse des Reichsführers SS abzubauen und ins Reich zu schaffen.
Ein weiterer Beitrag zu Klahn in Deutsche Arbeit unter dem Titel „Ulenspiegels’ volkstumspolitische Sendung“ kam von August Georg Kenstler, dem nationalsozialistischen Volkstumsaktivisten, der auch die Formel „Blut und Boden“ prägte.
Ebenfalls 1940 erschienen zehn Reproduktionen in den Nationalsozialistischen Monatsheften mit Interpretationen von Waldemar Hartmann. Er parallelisierte den historischen Freiheitskampf gegen das katholische Spanien mit der „Befreiung“ Belgiens 1940 durch die Wehrmacht. Hartmann ging auch auf den Antisemitismus in Klahns Eulenspiegel-Darstellung ein. Von den alt-antisemitischen Episoden des historischen Stoffs habe Klahn „mit köstlichem Humor“ einiges übernommen. Die Monatshefte zeigten zwei dieser Bilder.
1940 hatte die 1939 gegründete Lübecker Emanuel-Geibel-Gesellschaft beschlossen, zum 125-jährigen Geburtstag von Geibel einen Preis zu stiften, der zum ersten Mal 1943 zum 800-jährigen Bestehen der Stadt Lübeck vergeben werden sollte und als Emanuel-Geibel-Preis (auch: Preis der Emanuel-Geibel-Stiftung) gemeinsam an den Bildhauer Fritz Behn, den Schriftsteller Hans Heitmann und die bildenden Künstler Asmus Jessen und Erich Klahn ging. Er war mit 3.000,-- RM und mindestens im Fall Klahn mit der Vergabe einer „Ehrenwohnung“ in Lübeck dotiert. Die Vergabe von Preisen dieser Größenordnung war an die Zustimmung des Reichspropagandaministers gebunden. Tatsächlich standen alle Preisträger auf Mitgliedslisten der NSDAP. Da die Gesellschaft bereits 1950 mangels Mitteln ihre Tätigkeit einstellen musste, ist der dreijährlich geplante Preis kein zweites Mal vergeben worden und eine reine NS-Auszeichnung geblieben.
Im Jahr der Preisvergabe übernahm die Reichsführung der NS-Frauenschaft einen Klahn-Teppich in ihr Gästehaus. Spätestens in diesem Jahr war Klahn der Reichskammer der bildenden Künste beigetreten.
1941 erschien ein zweiter Beitrag von Kenstler zu Klahn in der von Paul Brockhaus herausgegebenen Jahresschrift Der Wagen. Wiederum wurde eine enge Verbindung zwischen dem Motiv „Erfüllung großdeutscher Sehnsucht“ und dem „Auftrag“ des Niederdeutschtums zu „Gehorsam und Treue vor Gott, Führer und Reich“ hergestellt. Diese noch wieder eher auf die Region Lübeck begrenzte Wirkung der Ulenspiegel-Bilder war 1940 durch eine „Flämische Stunde“ genannte Lübecker Veranstaltung vorbereitet worden. Erstmals wurde dabei eine Auswahl der Aquarelle öffentlich im Original gezeigt. Träger waren neben der Gesellschaft zur Beförderung gemeinnütziger Tätigkeit, die Emanuel-Geibel-Gesellschaft und das Volksbildungswerk. Den Festvortrag hielt der flämisch-niederländische Aktivist Antoon Jacob, drei Jahre später Mitglied einer vom NS-Regime inthronisierten nationalsozialistischen Exilregierung Flanderns. 1941 kam es dann in Lübeck zu einer deutsch-flämischen Arbeitstagung mit „Dichtertreffen“, auf der neben fünf großen Bildteppichen auch 100 Ulenspiegel-Aquarelle gezeigt wurden.
Den Durchbruch Klahns als bildender Künstler in einer weiteren Öffentlichkeit vermerken unabhängig voneinander sowohl der Zeitgenosse Paul Brockhaus („einem weiten Kreis zum ersten Mal zugänglich“, „bis dahin wussten nur wenige von dem Werk“) als auch eine fachliche Stimme der Gegenwart („plötzlich stark zunehmende Beachtung“ und „daraus folgende Anerkennung“) für 1941. Die Kriegsjahre 1940 und 1941 wurden „zu Hochzeiten Klahnschen Ruhms“.

### Nach dem NS-Ende

#### Entnazifizierung
In einer Erklärung, deren Adressat nicht bekannt ist, bestätigte Klahn 1946 noch einmal seine Mitgliedschaft in der NSDAP und fügte an, er hätte 1945 durchaus „Gauleiter“ gewesen sein können, wenn er nicht einfach nur „nominelles“ Parteimitglied gewesen wäre. Da habe „eben der Gauleiter nur ein Traum“ bleiben müssen.
1949, also in einer späten Phase der Entnazifizierung, bestritt er die Mitgliedschaft in der NSDAP und räumte ausschließlich ein, 1944/1945 „Anwärter“ für die Mitgliedschaft in der Reichskulturkammer der bildenden Künste gewesen zu sein. Er wurde auf der Grundlage dieser Falschangaben in Celle als „Nichtbetroffener“ gewertet, also weder be- noch entlastet. Klahns langjähriger Freund, der ehemalige Celler Zuchthausdirektor Otto Marloh, wurde 1949 als der Haupttäter einer Auschwitz-Deportation verurteilt („Berleburger Zigeunerprozeß“). Klahn schrieb ihm ein Leumundszeugnis. Der Alt-Parteigenosse sei „schon sehr früh“ NS-Gegner gewesen. Er sei von „ausserordentlich lauterer Gesinnung“ und habe „Vorbildliches für sein Vaterland geleistet“. Er vertrete „bewusst eine klare und kompromisslose Ordnung unter den Menschen“ und „zwischen den Völkergemeinschaften“. Zugleich leugnete Klahn ausdrücklich die eigene NSDAP-Mitgliedschaft.
Klahn-Biograf Henning Repetzky kam zu dem Schluss, dass die Entscheidung des Celler Ausschusses nicht gerechtfertigt gewesen sei, denn Klahn sei „insgesamt … von der Richtigkeit einer völkisch-niederdeutsch, nationalsozialistisch geprägten Gesellschaft überzeugt“ gewesen. „Aus dieser politischen Überzeugung heraus stellte er seine Kunst zur Verfügung, um völkisch-niederdeutsches, nationalsozialistisches Gedankengut zu verbreiten.“ Gleichzeitig urteilte er, nach dem Ende des Nationalsozialismus sei „diese Gesinnung allem Anschein nach bei Erich Klahn nicht mehr offen zutage“ getreten.
Selbstkritische Aussagen über seine Verhaltensweisen bis 1945 sind von Klahn ebenso wenig überliefert wie kritische Rückblicke auf den Nationalsozialismus und dessen völkische Vorgeschichte.

#### Neuorientierung
Zentralen Stellenwert erhielten in Klahns Kunst nach dem Zusammenbruch des NS-Regimes religiöse Inhalte, gefolgt von Märchenwelt-Motiven und Stoffen jetzt der griechisch-römischen Mythologie. Ein erstes Werk, ein Altar für die evangelische Kirche in Abbehausen, entstand gemeinsam mit dem Lübecker Bildhauer Heinrich Dose in der zweiten Hälfte der 1940er Jahre im Auftrag des Ministerpräsidenten des Freistaats Oldenburg, Theodor Tantzen. Der Altar rief eine äußerst heftige Kontroverse hervor. Domgemeinde und Denkmalsrat der Stadt Lübeck lehnten die probeweise Aufstellung ab. Carl Georg Heise, Direktor der Hamburger Kunsthalle, hielt ihn für ungeeignet, denn „die Malerei von Klahn“ sei „unbedeutend“. Der religiöse Gehalt überzeuge nicht. Der national-religiöse, in den 1930er Jahren „zum Blut-und-Boden-Mystiker konvertierte Expressionist“ Lothar Schreyer dagegen sah darin „ein neues Zeugnis dafür, dass unsere Gegenwart eine echte und eigene christliche Kunst hat“. Bereits zuvor war ein klahnscher Kreuzweg für die ausgebombte Lübecker Marienkirche von der Gemeinde abgelehnt worden und ein Auftrag für zwei Glasfenster an den Konkurrenten Alfred Mahlau gegangen.
Klahn sei, so sein Biograf, nach diesen Misserfolgen „noch skeptischer und ablehnender“ gegenüber der Kunstszene geworden und habe nur mehr ein einziges Mal noch ausgestellt, nämlich Anfang der 1950er Jahre einige Ulenspiegel-Aquarelle. Er habe auch kaum noch ein Museum oder eine Ausstellung „zum eigenen Studium“ betreten. Die zeitgenössische Hinwendung zur Abstraktion und die Auseinandersetzung damit habe er abgelehnt. Es seien auch „nur wenige Werke“ von ihm in Museen gekommen. Abnehmer seien vor allem Privatpersonen gewesen. Klahn sei weitgehend unbekannt gewesen, wiewohl weitere Altäre entstanden seien. Durch seinen aufbrausenden Charakter und ein oft wenig diplomatisches Auftreten stieß er nicht wenige potentielle Auftraggeber vor den Kopf und neigte dazu, seine Umwelt radikal in Freunde und Feinde einzuteilen. Klahn wandte sich zudem der Emailkunst zu.
Während, so der Biograf Repetzky, der Kontakt nach Lübeck abgeflaut sei, hätten nun vermehrt protestantische Geistliche der weiteren Region „neue geistige Pole“ dargestellt. Gewichtige Auftraggeber wurden der Direktor der Landeskreditanstalt Wulf Eberhard Müller, Marianne-Migault Klingler, Freundin und vormalige Kollegin der Ehefrau, und das Ehepaar Helmut und Diana Maria Friz, diese eine Tochter von Waldtraut von Bohlen und Halbach. In den 1960er/1970er Jahren entstanden erneut im Klosterstich gefertigte Teppiche für staatliche Institutionen und Banken. Ein letzter Teppich für Helmut Friz hatte den Titel Schauet nicht zurück.
Ab 1951 lebte Klahn mit seiner Familie in Celle, dann ab 1960 im Sommer in einem Flügel des Schlosses Wöbbel bei Detmold, im Winter in der Villa Haus Lichtenegg in Bremen-Lesum. 1953 hatte er die Religions- und Musiklehrerin Barbara Bosse (1921–2018) geheiratet, mit der er eine Tochter Liese hatte; seine Ehefrau, deren erster Mann im Krieg gefallen war, brachte den Sohn Johann Christian mit in die Ehe. Nach Erich Klahns Tod wurde Barbara Bosse-Klahn 1980 Äbtissin im Kloster Mariensee.

## Nachleben, Rezeption

### Allgemein
Acht Jahre nach Klahns Tod gab es eine erste größere und mit umfangreicherem Katalog versehene Ausstellung von Werken, nämlich von Aquarellen der Ulenspiegel-Serie, an einem namhaften Ausstellungsort, dem Malerbuchraum der Bibliotheca Augusta in Wolfenbüttel. Dies nachdem einige Jahre zuvor die mit George Albrecht, Bruder des früheren Ministerpräsidenten Ernst Albrecht, verheiratete Tochter Liese Klahn-Albrecht, die Ulenspiegel-Vorzeichnungen und -Aquarelle als Dauerleihgabe „zur sicheren Verwahrung“ der Bibliothek übergeben hatte. Die Bibliothek ließ diesen Teil des Klahn-Werks ein erstes Mal fachlich erschließen, sichern, von Fachwissenschaftlern auswerten und die Ergebnisse im Ausstellungskatalog veröffentlichen.
Es ergab sich – nach dem Anspruch des Leiters der Bibliothek, Paul Raabe – ein kritischer fachlicher Rückblick. Er zeigte Klahn nicht nur als bildenden Künstler, sondern zugleich in seiner Rolle als Akteur des niederdeutsch-völkischen Netzwerks der 1920er bis 1940er Jahre im engen Zusammenwirken mit nationalsozialistischen und sonstigen völkischen Aktivisten. Ergänzt wurde diese umfassende Perspektive auf den politischen Künstler durch sie relativierende Angaben aus der familiären Überlieferung in einem Beitrag von Diana Maria Friz, Freundin der Familie und Eignerin von Klahn-Werken.
1999 begründeten Liese Klahn-Albrecht und Klahns Stiefsohn Johann Christian Bosse eine private Stiftung („Klahn-Stiftung“), in die ein großer Teil des künstlerischen Nachlasses überführt wurde. Ein Treuhandvertrag mit dem Allgemeinen Hannoverschen Klosterfonds des Landes Niedersachsen regelte die Beziehungen zwischen der Landesinstitution und der Erbenstiftung, so dass seither Niedersachsen in Gestalt der Klosterkammer Hannover als Verwaltungsinstanz die „Sammlung, Bewahrung und wissenschaftliche Erschließung des Werkes und seine Vermittlung an die Öffentlichkeit“ aufgetragen ist. Dafür stellte das Land das Kloster Mariensee mit Ausstellungs- und Archivräumen zur Verfügung. Hier war Klahns Witwe Barbara Bosse-Klahn Konventualin und von 1980 bis 1990 Äbtissin. Unterstützt wurde die Gründung von Axel Freiherr von Campenhausen, zu diesem Zeitpunkt Präsident der Klosterkammer.
In der Folge der Stiftungsgründung erschien 2001 eine erste, von dem Kunsthistoriker Henning Repetzky, der für die Stiftung arbeitete, verfasste Biografie des Künstlers, die von einem „Klahn-Freundeskreis“ herausgegeben wurde.
2013 publizierte der Klahn-Freundeskreis im Netz die Darstellung Ein Patriot warnt vor dem Krieg. Politische Bilder von Erich Klahn. Damit wurde ein Gegenentwurf zu der kritischen Klahn-Rezeption von 1986, aber auch zu den kritischen Akzenten der Biografie vorgelegt. Klahn wurde in die Nähe von Bertolt Brecht, Erich Maria Remarque und Otto Dix gerückt, Künstlern, mit denen er real zeitlebens nie etwas zu tun hatte und zu denen er in scharfer politischer Opposition stand.

### Juristische Auseinandersetzung um den Vertrag der Klahn-Stiftung mit der Klosterkammer Hannover
Nachdem in der Klosterkammer als Einrichtung des Landes angesichts der Klahn-Vita Zweifel an der bisherigen Haltung gegenüber dem Klahn-Erbe aufkamen, gab sie ein Gutachten bei Repetzky in Auftrag. Repetzky stellte fest, Klahn sei „von der Richtigkeit einer völkisch-niederdeutsch, nationalsozialistisch geprägten Gesellschaft überzeugt“ gewesen, weshalb er sich angeboten habe, „völkisch-niederdeutsches, nationalsozialistisches Gedankengut zu verbreiten“. Schon vor 1933 sei er für ein politisches Klima eingetreten, aus dem heraus das NS-Regime habe „entstehen und agieren“ können. So auch der Zeithistoriker Detlef Schmiechen-Ackermann: Klahn habe schon in Weimar „nie ein Verhältnis zur Demokratie gefunden“.
Zwei weitere damit übereinstimmende Gutachten entstanden:
- des Historikers Thomas Vogtherr für die Klosterkammer (2015)[85] (K. als „in den wesentlichen Stationen seiner Biographie“ geprägt „von Vorstellungen der politischen Rechten und des Antiparlamentarismus“, habe sich noch 1946 nahezu jedes Stereotyp „eines oberflächlich geläutert erscheinenden Antisemitismus“ bedient, „elitärer Standpunkt“).
- des Kunsthistorikers Herbert Pötter für die Ev.-luth. Landeskirche Hannovers (2016)[86] (ab 1933 Entstandenes passe gut in die NS-Ideologie, spätestens 1940[87] K. arrivierter Künstler und überregional bekannt, überdeutliche Nähe zu völkisch-nationalistischen Ideen, noch nach 1945 mit politisch-ideologisch aufgeladener NS-Bildsymbolik [Sonnenrad, Man-Rune]).

Die Klosterkammer kündigte den Vertrag mit der Stiftung. 450 Klahn-Werke waren zurückzugeben und das Klahn-Museum im Kloster Mariensee in Neustadt am Rübenberge zu schließen, wogegen die Erben/Stifter in zwei Instanzen mit Erfolg klagten. Unter anderem wurde vorgebracht, dass die Rolle Klahns im Dritten Reich und seine politische Überzeugung bereits bei Gründung der Stiftung allgemein bekannt gewesen seien, und dass auch von anderen Künstlern wie etwa Emil Nolde oder Richard Strauss fragwürdige politische Äußerungen überliefert seien, ohne dass man ihr Werk deshalb nicht mehr zugänglich machen würde.
Die Kündigung, hieß es, sei unwirksam. Die Gerichte interessierten nur stiftungs- und eigentumsrechtliche Aspekte, die Gutachteninhalte nicht. Dazu gab es eine juristische Kritik. Ein Gesichtspunkt dabei war auch „das nationalsozialistische Gedankengut des Künstlers Erich Klahn“. Der BGH jedoch bestätigte das Urteil des Oberlandesgerichts Celle 2016. Die Klosterkammer musste ihre Sammlung ab 2017 erneut öffentlich zugänglich machen. 2018 schlossen die Erben Klahns und die Klosterkammer einen Vergleich: Demnach zahlte die Klosterkammer den Erben 300.000 Euro, damit diese den Nachlass einlagern können, bis ein neuer Aufbewahrungsort gefunden ist. Im Gegenzug stimmten die Erben der Kündigung des Vertrags mit der Klosterkammer zu. Im folgenden Jahr wurde der Nachlass aus Kloster Mariensee abtransportiert und an anderer Stelle eingelagert.
2015 zeigte das Behnhaus in Lübeck 300 Klahn-Aquarelle aus dem Zyklus „Ulenspiegel“ trotz Klahns unstreitiger NS-Belastung „völlig unkommentiert“. Dem widersprachen sowohl das Archiv der Hansestadt Lübeck als auch der Kunsthistoriker Christian Fuhrmeister vom Münchner Zentralinstitut für Kunstgeschichte. Klahns „niederdeutscher“ Kontext sei „die regionale Variante von Blut und Boden. […] Niederdeutsch im Jahr 1943, das bedeutet systemkonform. Da ist jemand auf Linie.“ (Fuhrmeister).

## Werke (Auswahl)
- Ehrenmal für die Gefallenen der Gemeinde (1922). Glasfenster im Gemeindehaus der Lutherkirche; nachdem die Kirche erbaut war, wurde es in sie überführt.
- Luther-Fenster (1923). Kirche in Klein Wesenberg
- Thomas-Altar (1928–1930). Kloster Amelungsborn
- Nahkampf an der Westfront (1931). Museum Expressiver Realismus im Neuen Schloss Kißlegg
- Michael als Held Siegfried und Schutzpatron der Deutschen im Kampf mit dem Drachen. Teppich (1931)
- Pontius Pilatus (1931; mit Darstellung von Lenin, Stalin, Rathenau)
- Totentanz-Teppich (1932). Bomann-Museum Celle
- Ulenspiegel (1935–1978). Herzog August Bibliothek Wolfenbüttel
- Erreger der Massen (1933)
- Passionsteppich I (1937), Auferstehungsaltar (1953–1954). Magdalenenkirche Zella-Mehlis
- Lohengrin-Teppich (1941–1942). Museum für Kunst- und Kulturgeschichte Lübeck
- Pluviale (1946). York Minster Museum Church House Ogleforth York (GB)
- Abendmahlsaltar (1948–1950) – St. Laurentius in Abbehausen
- Bergpredigtaltar (1954). Stadtkirche Celle
- Baal-Triptychon (1956). Bomann-Museum Celle
- Salomon-Teppich (1962 entworfen, 1987/1988 gestickt). Oberlandesgericht Celle
- Der auferstandene Christus (1963). Christuskirche Westercelle
- Landtagsteppich (1963–1965). Niedersächsischer Landtag Hannover
- Brakteaten-Teppich (1964). Norddeutsche Landesbank Hannover
- Wandteppich von Bayeux. Auszug aus dem Original (1970–1973). Deutsches Schifffahrtsmuseum Bremerhaven
- Roland-Teppich (1973–1974). Sparkasse Bremen